# Pleven
Pleven (tiếng Bungary: Плевен phát âm là [plɛvɛn]) là thành phố đông dân thứ bảy tại Bulgaria. Nằm ở nửa bắc của đất nước, đây là trung tâm hành chính của tỉnh Pleven, cũng như của chính quyền huyện Pleven cấp dưới. Tính đến tháng 2 năm 2011, thành phố có dân số 106.011 người.
Nổi danh nhờ cuộc vây hãm Pleven, ngày nay thành phố là một trung tâm kinh tế lớn của vùng Tây Bắc Bulgaria và Bắc Trung Bộ Bulgaria (thành phố lớn thứ ba của Bắc Bulgaria sau Varna và Rousse).

## Địa lý
Pleven nằm trong vùng nông nghiệp giữa đồng bằng Danube Bulgaria, trong vùng lịch sử Moesia, vây quanh là dãy đồi đá vôi thấp tên dãy Pleven. Vị trí trung tâm ở miền bắc Bulgaria định hình thành phố làm một trung tâm hành chính, kinh tế, chính trị và văn hóa Bắc Bulgaria. Pleven cách thủ đô Sofia 170 kilômét (106 dặm), cách bờ biển Đen Bulgaria 320 km (199 dặm) và cách dòng Danube 50 km (31 dặm) về phía nam.
Sông Vit chảy gần Pleven, còn dòng Tuchenitsa nhỏ bé (mang danh Barata ở Pleven) băng ngang thành phố.

### Khí hậu
Pleven có khí hậu ôn đới lục địa. Mùa đông lạnh, lắm tuyết rơi: nhiệt độ thường rơi xuống dưới −20 °C (−4 °F) lúc nửa đêm. Xuân ấm áp, nhiệt độ chừng 20 °C (68 °F). Mùa hè cũng ấm-nóng, có lúc đạt ngưỡng 38–44 °C (100–111 °F). Nhiệt độ trung bình hằng năm 13 °C (55,4 °F).
| Dữ liệu khí hậu của Pleven, Bulgaria    | Dữ liệu khí hậu của Pleven, Bulgaria | Dữ liệu khí hậu của Pleven, Bulgaria | Dữ liệu khí hậu của Pleven, Bulgaria | Dữ liệu khí hậu của Pleven, Bulgaria | Dữ liệu khí hậu của Pleven, Bulgaria | Dữ liệu khí hậu của Pleven, Bulgaria | Dữ liệu khí hậu của Pleven, Bulgaria | Dữ liệu khí hậu của Pleven, Bulgaria | Dữ liệu khí hậu của Pleven, Bulgaria | Dữ liệu khí hậu của Pleven, Bulgaria | Dữ liệu khí hậu của Pleven, Bulgaria | Dữ liệu khí hậu của Pleven, Bulgaria | Dữ liệu khí hậu của Pleven, Bulgaria |
| Tháng                                   | 1                                    | 2                                    | 3                                    | 4                                    | 5                                    | 6                                    | 7                                    | 8                                    | 9                                    | 10                                   | 11                                   | 12                                   | Năm                                  |
| --------------------------------------- | ------------------------------------ | ------------------------------------ | ------------------------------------ | ------------------------------------ | ------------------------------------ | ------------------------------------ | ------------------------------------ | ------------------------------------ | ------------------------------------ | ------------------------------------ | ------------------------------------ | ------------------------------------ | ------------------------------------ |
| Cao kỉ lục °C (°F)                      | 22.8 (73.0)                          | 24.0 (75.2)                          | 31.2 (88.2)                          | 35.1 (95.2)                          | 37.5 (99.5)                          | 38.4 (101.1)                         | 44 (111)                             | 41.8 (107.2)                         | 40.8 (105.4)                         | 38.3 (100.9)                         | 28.8 (83.8)                          | 23.4 (74.1)                          | 44 (111)                             |
| Trung bình ngày tối đa °C (°F)          | 1.3 (34.3)                           | 4.6 (40.3)                           | 10.3 (50.5)                          | 18.1 (64.6)                          | 23.1 (73.6)                          | 26.7 (80.1)                          | 29.3 (84.7)                          | 29.4 (84.9)                          | 25.4 (77.7)                          | 18.2 (64.8)                          | 10.5 (50.9)                          | 4.1 (39.4)                           | 16.8 (62.2)                          |
| Trung bình ngày °C (°F)                 | −2.2 (28.0)                          | 0.6 (33.1)                           | 5.4 (41.7)                           | 12.5 (54.5)                          | 17.4 (63.3)                          | 21.0 (69.8)                          | 23.4 (74.1)                          | 22.9 (73.2)                          | 18.6 (65.5)                          | 12.4 (54.3)                          | 6.4 (43.5)                           | 0.7 (33.3)                           | 11.6 (52.9)                          |
| Tối thiểu trung bình ngày °C (°F)       | −5.5 (22.1)                          | −3.3 (26.1)                          | 0.9 (33.6)                           | 6.8 (44.2)                           | 11.5 (52.7)                          | 14.8 (58.6)                          | 16.7 (62.1)                          | 16.1 (61.0)                          | 12.3 (54.1)                          | 7.2 (45.0)                           | 2.9 (37.2)                           | −2.0 (28.4)                          | 6.5 (43.7)                           |
| Thấp kỉ lục °C (°F)                     | −29.3 (−20.7)                        | −22.2 (−8.0)                         | −18.9 (−2.0)                         | −5.7 (21.7)                          | 0.6 (33.1)                           | 3.4 (38.1)                           | 8.7 (47.7)                           | 8.9 (48.0)                           | −0.6 (30.9)                          | −6.5 (20.3)                          | −20.4 (−4.7)                         | −24 (−11)                            | −29.3 (−20.7)                        |
| Lượng Giáng thủy trung bình mm (inches) | 39 (1.5)                             | 34 (1.3)                             | 33 (1.3)                             | 52 (2.0)                             | 68 (2.7)                             | 81 (3.2)                             | 63 (2.5)                             | 40 (1.6)                             | 38 (1.5)                             | 44 (1.7)                             | 45 (1.8)                             | 41 (1.6)                             | 578 (22.8)                           |
| Nguồn: Stringmeteo                      |                                      |                                      |                                      |                                      |                                      |                                      |                                      |                                      |                                      |                                      |                                      |                                      |                                      |

## Dân số
Dân số trong giai đoạn 2004-2011 được ghi nhận như sau:
| Năm | 2004   | 2005   | 2006   | 2007   | 2008   | 2009   | 2010   | 2011   |
| --- | ------ | ------ | ------ | ------ | ------ | ------ | ------ | ------ |
| Dân số | 115354 | 113700 | 113382 | 112570 | 112372 | 111426 | 110520 | 105673 |
| From the year 1962 on: No double counting—residents of multiple communes (e.g. students and military personnel) are counted only once. |        |        |        |        |        |        |        |        |